# Limnebius stagnalis
Limnebius stagnalis är en skalbaggsart som beskrevs av Guillebeau 1890. Limnebius stagnalis ingår i släktet Limnebius och familjen vattenbrynsbaggar. Inga underarter finns listade i Catalogue of Life.